# Tembladera de la Selva 1
Tembladera de la Selva 1 är en ort i Mexiko.   Den ligger i kommunen Acatlán de Pérez Figueroa och delstaten Oaxaca, i den sydöstra delen av landet, 300 km öster om huvudstaden Mexico City. Tembladera de la Selva 1 ligger 107 meter över havet och antalet invånare är 773.
Terrängen runt Tembladera de la Selva 1 är kuperad åt sydväst, men åt nordost är den platt. Runt Tembladera de la Selva 1 är det ganska tätbefolkat, med 65 invånare per kvadratkilometer. Närmaste större samhälle är Tetela, 9,0 km nordost om Tembladera de la Selva 1. Omgivningarna runt Tembladera de la Selva 1 är en mosaik av jordbruksmark och naturlig växtlighet.